# Gregori el Monjo
Gregori el Monjo (en llatí Gregorius Monachus) fou un asceta romà d'Orient que va viure a la seva granja de Tràcia sense entrar en religió, però portant una vida ascètica, que va ser admirada per les persones religioses.
Va tenir primer un director espiritual i després va ser amic de Basili el Jove, l'anacoreta, que va viure durant el regnat de l'emperador Lleó VI el Filòsof (886-911) i que se suposa que va morir vers el 952, sobre el qual va escriure dos llibres de memòries, un més extens (avui perdut) i un altre de resumit on es troben algunes notícies interessants sobre la vida de l'imperi i sobre diversos personatges, juntament amb moltes narracions de suposats miracles.